# إنتويتيف ماشينز نوفا-سي
إن إنتويتيف ماشينز نوفا-سي، أو ببساطة نوفا-سي ، هي فئة من مركبات الهبوط على سطح القمر صممتها شركة Intuitive Machines (IM) لتوصيل حمولات صغيرة إلى سطح القمر. كانت شركة إنتويتيف ماشينز واحدة من ثلاثة لمقدمي خدمات حصلوا على أوامر مهمة في عام 2019 لتسليم حمولات علمية تابعة لناسا إلى القمر. وتم إطلاق مركبة الهبوط القمرية IM-1 ، المسماة أوديسيوس (/əˈdɪsiəs/ ə-DISS-ee-əs) ، في 15 فبراير 2024، حيث وصلت إلى مدار القمر في 21 فبراير، وهبطت على سطحه في 22 فبراير. كان هذا بمثابة الهبوط الافتتاحي لـ نوفا-سي على القمر كونها أول مركبة فضائية أمريكية تقوم بهبوط سلس على القمر منذ أكثر من 50 عامًا. وهي أول مركبة فضائية تستخدم دفع الميثالوكس للتنقل بين الأرض والقمر.
ومن المقرر إطلاق مركبة الهبوط الثانية نوفا-سي مع مهمة IM-2 في موعد لا يتجاوز الربع الأخير من عام 2024، ومن المقرر إطلاق مركبة الهبوط نوفا-سي الثالثة في مهمة IM-3 في أوائل عام 2025. وتستخدم جميع مركبات الهبوط الثلاثة مركبة الإطلاق Falcon 9 التابعة لشركة SpaceX.

## التمويل
وفي عام 2017، أشار توجيه سياسة الفضاء رقم 1 إلى نية إعادة رواد فضاء ناسا إلى القمر. وتشير وثائق ناسا التي حصلت عليها صحيفة نيويورك تايمز إلى أن الوكالة ستشرك قطاع رحلات الفضاء الخاص في هذا الجهد. وفي عام 2018، طلبت ناسا عروضًا من تسع شركات، بما في ذلك شركة Intuitive Machines (إنتويتيف ماشينز)، لبرنامج خدمات الحمولة القمرية التجارية (CLPS). ويعد CLPS جزءًا من برنامج NASA Artemis (برنامج أرتيمس) ؛ وهو أحد أهداف أرتميس طويلة المدى لإنشاء قاعدة مأهولة دائمة على القمر. كانت شركة Intuitive Machines (إنتويتيف ماشينز) واحدة من ثلاثة لمقدمي خدمات حصلوا على أوامر مهمة في عام 2019 لتسليم حمولات علمية تابعة لناسا إلى القمر.
وفي عام 2021، تلقت شركة إنتويتيف ماشينز عقدًا مع وكالة ناسا بقيمة 77 مليون دولار أمريكي لإجراء عمليات هبوط على سطح القمر لصالح وكالة ناسا. وبعد تعديلات العقد، وصلت القيمة الإجمالية للعقد إلى 118 مليون دولار أمريكي في عام 2024.

## ملخص

### الدفع

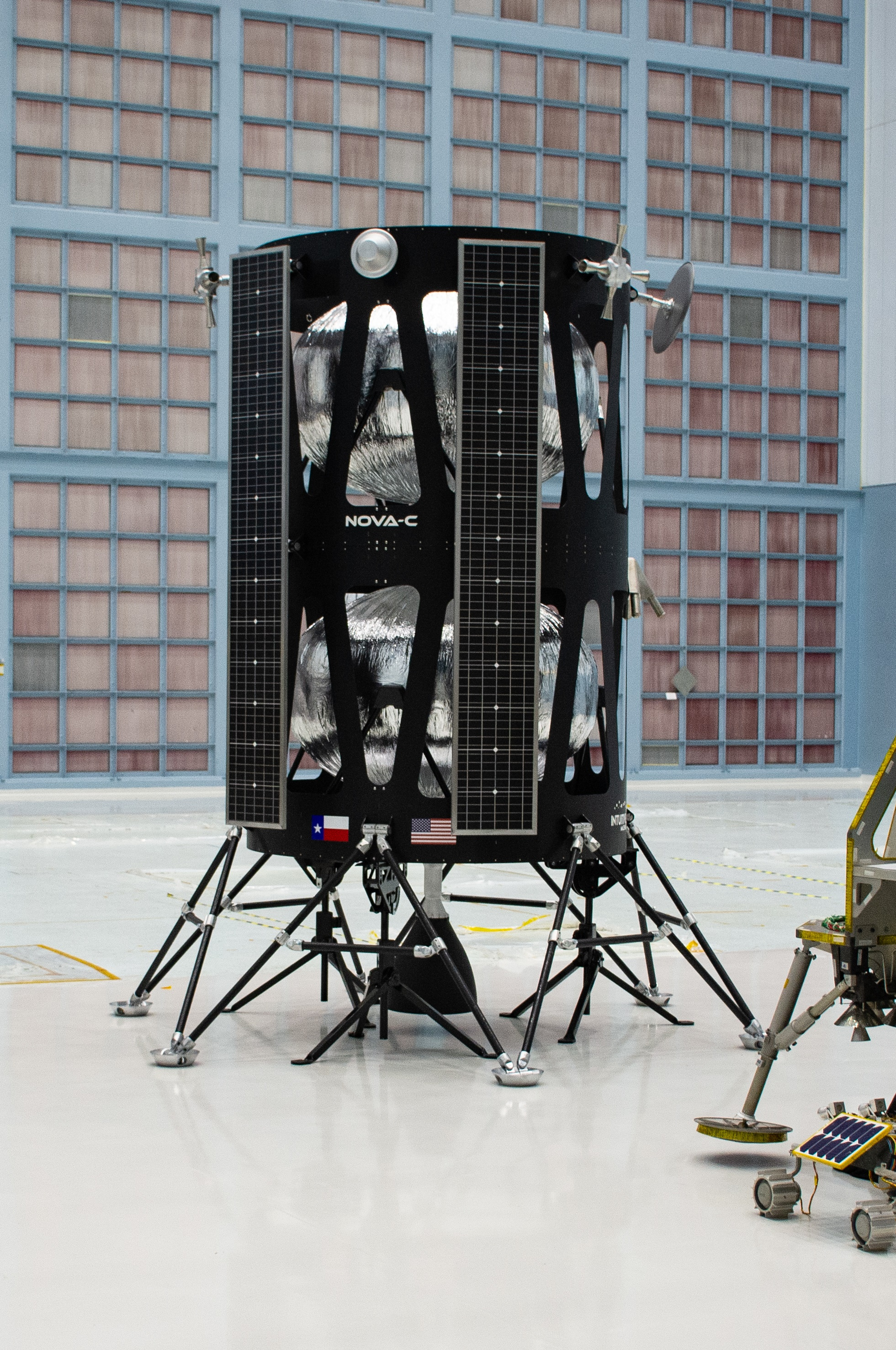
نموذج مركبة الهبوط Nova-C Class معروض

تم تطوير تصميم نوفا-سي بواسطة شركة إنتويتيف ماشينز، التي ورثت التكنولوجيا من مشروع مورفيوس التابع لناسا. حيث يستخدم محركها الرئيسي VR900 المغذى بالضغط الميثان والأكسجين كوقود دافع سائل، مضغوط بغاز الهيليوم، لإنتاج 4,000 ن (900 رطلق) من الدفع.
يُعتقد أن استخدام الميثان السائل والأكسجين السائل يمثل تقنية تمكينية لمهمات الفضاء المستقبلية واسعة المدى.

### الطاقة الكهربائية
تستخدم مركبات الهبوط نوفا-سي الألواح الشمسية كمصدر للطاقة الكهربائية. وهي مصممة للعمل في ضوء الشمس وعدم تحمل درجات الحرارة الباردة في الليلة القمرية. حيث أن معظم مناطق سطح القمر مضاءة بنور الشمس لمدة أربعة عشر يومًا أرضيًا تقريبًا.

### الهيكل
هيكل الهبوط عبارة عن أسطوانة سداسية ذات ستة أرجل للهبوط ويبلغ طولها 3.938 م (12.92 قدم) في الارتفاع. وتشمل الألواح الشمسية التي يمكنها توليد 200 واط من الطاقة الكهربائية على سطح القمر. وللتحكم في الوضع،  تستخدم المركبة نظام التحكم في تفاعل الهيليوم.

### التوجيه والملاحة والسيطرة
تشتمل مركبة الهبوط على تقنية الهبوط المستقل واكتشاف المخاطر، وبمجرد هبوطها تظل قادرة على نقل نفسها إلى موقع هبوط ثانٍ عن طريق إجراء إقلاع عمودي، وتجوال، وهبوط عمودي. ويتم تحميل الوقود الدافع على نوفا-سي عند منصة الإطلاق جنبًا إلى جنب مع تحميل الوقود الدافع لمركبة الإطلاق. ويعتبر نوفا-سي قادرا على تغطية البيانات على مدار 24 ساعة طوال أيام الأسبوع لحمولة عملائه، ويمكنه استيعاب حمولة 100 كلغ.

## البعثات

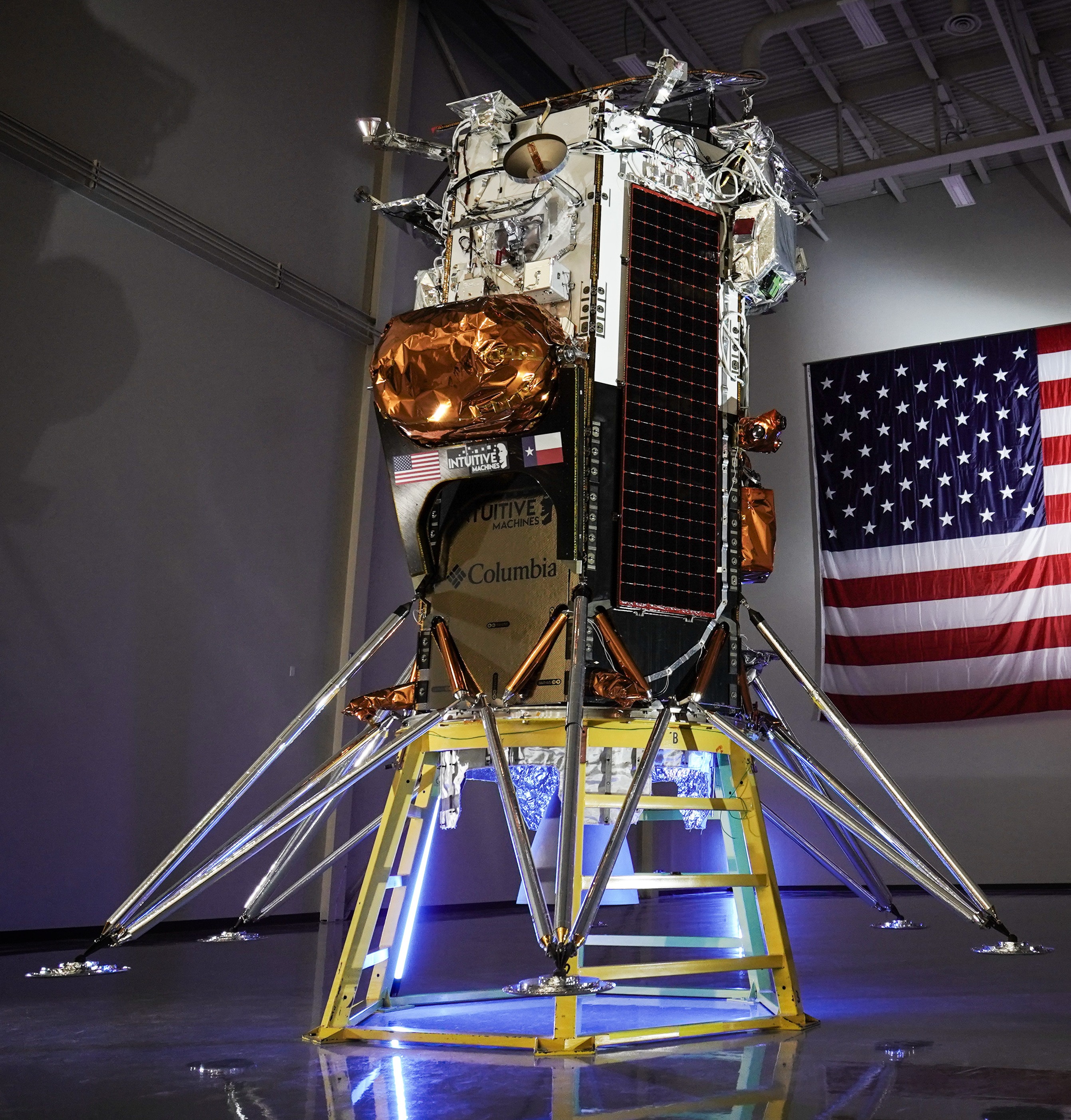
أوديسيوس استعدادًا للانطلاق

تعد مركبات الهبوط نوفا-سي جزءًا من برنامج خدمات الحمولة القمرية التجارية التابع لناسا. وفي عام 2021، وقعت IM عقدًا بقيمة 77 مليون دولار أمريكي مع NASA لمهمة نوفا-C الأولى، IM-1. وبعد التعديلات، وصلت القيمة الإجمالية للعقد إلى 118 مليون دولار أمريكي في عام 2024. وقد تم تكليف مركبات الهبوط بإيصال حمولات صغيرة خاصة بتطوير العلوم والتكنولوجيا.

### مهمة آي إم-1
تم استخدام أول نوفا-C في مهمة IM-1، وتم تسمية مركبة الهبوط باسم أوديسيوس. عندما انطلقت المهمة في 15 فبراير 2024 على متن مركبة الإطلاق فالكون 9 وهبطت على سطح القمر في 21 فبراير 2024. ويعد هبوطها السلس على القمر هو الأول لمركبة فضائية أمريكية الصنع منذ أبولو 17، قبل أكثر من 50 عامًا، والأول لشركة خاصة. حينها هبط أوديسيوس على سطح القمر في منتصف يوم قمري، وكان من المتوقع أن يظل يعمل لمدة سبعة أيام أرضية أخرى تقريبًا، حينها بدأت الليلة القمرية الباردة وكانت الألواح الشمسية غير متمكنة من توفير الطاقة.

### مهمة آي إم-2
تم اختيار IM في أكتوبر 2020 للهبوط بمركبة الهبوط الثانية نوفا-سي بالقرب من القطب الجنوبي للقمر. واعتبارًا من فبراير 2024، فمن المتوقع أن يتم إطلاق IM-2 في موعد لا يتجاوز الربع الرابع من عام 2024. وتشتمل الحمولة الأساسيةPRIME-1 ، على مثقاب الجليد TRIDENT لأخذ عينات من الجليد من أسفل سطح القمر، بالإضافة إلى مقياس الكتلة MSolo لقياس كمية الجليد في العينات.
يعمل المقاول الرئيسي لشركة ILO-1Canadensys على تقديم "حمولة مرئية منخفضة التكلفة جاهزة للطيران لمهمة ILO-1، ومتينة لبيئة القطب الجنوبي للقمر". ومن المحتمل أن تكون جاهزة للتكامل في مهمة IM-2.
سيتم فصل مركبة الهبوط μNova (ميكرو نوفا) عن مركبة الهبوط نوفا-سي بعد الهبوط وتعمل كمركبة هبوط مستقلة، لاستكشاف العديد من المناطق التي يصعب الوصول إليها مثل الحفر العميقة على سطح القمر.
وسيتم نشر قمر صناعي للاتصالات القمرية في هذه المهمة لتسهيل الاتصالات بين محطة الهبوط والمحطات الأرضية على الأرض.
وستقوم <a href="https://en.wikipedia.org/wiki/Spaceflight,_Inc." rel="mw:ExtLink" title="Spaceflight, Inc." class="cx-link" data-linkid="252">Spaceflight</a> بتسليم حمولات مشاركة الرحلات في هذه المهمة على متن قاطرة الفضاء Sherpa EScape (Sherpa-ES) التي تسمى Geo Pathfinder.
وستكون الحمولة MiniPIX TPX3 SPACE، المقدمة من الشركة التشيكية ADVACAM، على متن مركبة الهبوط القمرية نوفا-سي. حيث صُممت هذه الحمولة لمراقبة مجال الإشعاع على القمر والمساعدة على فهم كيفية حماية الطاقم والمعدات من الآثار السلبية للأشعة الكونية. ويمثل هذا أول حمولة تشيكية من المقرر تسليمها إلى سطح القمر.

### مهمة آي إم-3
وفي أغسطس 2021، اختارت آي إم شركة SpaceX لإطلاق مهمتها القمرية الثالثة IM-3، في وقت ما من عام 2024. وذلك اعتبارًا من فبراير 2024، ومن المتوقع أن يتم إطلاق IM-3 في أوائل عام 2025. حيث ستقوم بتسليم الحمولات إلى دوامة راينر جاما القمرية لبرنامج خدمات الحمولة القمرية التجارية. وهناك ستقوم المركبة بإجراء تجارب للتحقق من خصائص المجال المغناطيسي غير المتوقع الذي تم اكتشافه بالقرب من دوامة راينر جاما.

## مزيد من مهام نوفا-سي
تم تصميم مركبة الهبوط نوفا-سي لتكون متوافقة مع مصادر وقود الميثان والأكسجين التي يُعتقد أنها متوفرة على القمر والمريخ،وبالنسبة للبعثات المستقبلية، فمن المحتمل أن يتم "حصاد" الميثان والأكسجين أينما تتمركز مركبة الهبوط نوفا-سي باستخدام استخدام الموارد في الموقع (ISRU) (تقنيات معالجة الموارد خارج العالم). ويمكن توسيع نطاق منصة تكنولوجيا الهبوط نوفا-سي إلى فئات الهبوط المتوسطة والكبيرة، القادرة على استيعاب حمولات أكبر.

## خلفاء

### نوفا-د
في مقابلة مع وكالة ناسا التي تم تسجيلها في أكتوبر 2023، قام تيم كرين، المدير التنفيذي للتكنولوجيا في شركة Intuitive Machines (إنتويتيف ماشينز)، بذكر التطوير المحتمل لمركبة الهبوط نوفا-د. حيث تشير التقارير المبكرة عن نوفا-د على أنها قيد التطوير وستستخدم اثنين من محركات VR-900 إضافة إلى أنها قادرة على حمل أكثر من 500 كجم إلى سطح القمر.

### نوفا-م
تعمل شركة Intuitive Machines (إنتويتيف ماشينز) على تطوير مركبة هبوط أخرى، وهي نوفا-م، والتي، وفقًا للتقارير الأولية، ستستخدم محركين VR-3500 الذي تم تطويرهما في الأصل لشركة Boeing (بوينغ) ومركبتها HLS( بوينغ لونار لاندر) لنقل 5000 كجم إلى سطح القمر.

## ملحوظات
1. ↑  attitude here refers to orientation of the spacecraft, not distance from a planetary surface